# 赫尔曼·马特恩
赫尔曼·马特恩（德語：Hermann Matern，1893年6月17日—1971年1月24日），德国政治家，德国共产党和德国统一社会党成员，曾担任负责党内纪律的中央监察委员会主席。1959年10月出席中华人民共和国成立十周年庆典。中国三年大饥荒期间，据1961年12月26日的《外贸通报》，东德派马特恩来中国索债，被中国总理周恩来严肃批驳其要求，东德开始有所收敛。